# Iris bucharica
Espèce
Iris bucharica est une espèce de plantes à fleurs de la famille des Iridaceae. C'est une plante ornementale originaire du Tadjikistan et du Nord-Est de l'Afghanistan.